# Phystis pedrona
Phystis pedrona är en fjärilsart som beskrevs av Dudley Moulton 1909. Phystis pedrona ingår i släktet Phystis och familjen praktfjärilar. Inga underarter finns listade i Catalogue of Life.